# Zongli yamen

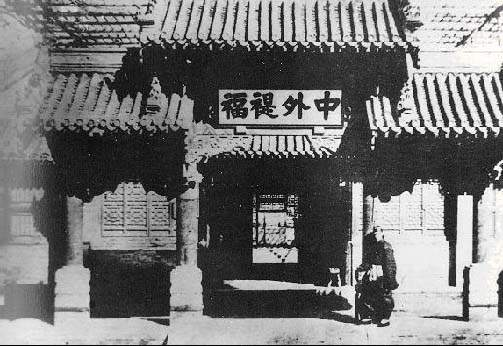
Ingången till Zongli yamen i Peking. På skylten utanför kanslibyggnaden (yamen) står det 中外禔福: Fred och välstånd i Kina och utomlands.

Zongli yamen (總理衙門), även benämnt Tsung-li Yamen, var den kinesiska Qingdynastins utrikesdepartement under åren 1860 till 1901. Det upprättades av prins Gong som en konsekvens av kraven på jämlika diplomatiska förbindelser i Tianjin-fördraget 1858 och Peking-konventionen 1860. Tidigare hade kontakterna med utländska makter skötts av ritualdepartementet (禮部).